# Горноспасательная служба Словакии
Горноспасательная служба Словакии (словацк. Horská záchranná služba, сокращённо HZS) - горная служба Словакии, является хозрасчетной организацией Министерства внутренних дел Словацкой Республики, расположена в городе Высокие Татры. Работа горноспасательной службы контролируется законом №544/2002. В 2011 году в организации работало 104 спасателей.

## Деятельность
Согласно данным годового отчета за 2011 год, Горноспасательная служба выезжала на вызовы 588 раз. По сравнению с 2010 годом количество вызовов увеличилось на 7,8%. Из шести областных центров наиболее загруженным выездами является областной центр Высокие Татры, совершивший 234 выезда. Наиболее частой причиной вызовов в 309 случаях стал туризм. Служба контролирует территорию в радиусе 197,5 километра.

## Организационное деление

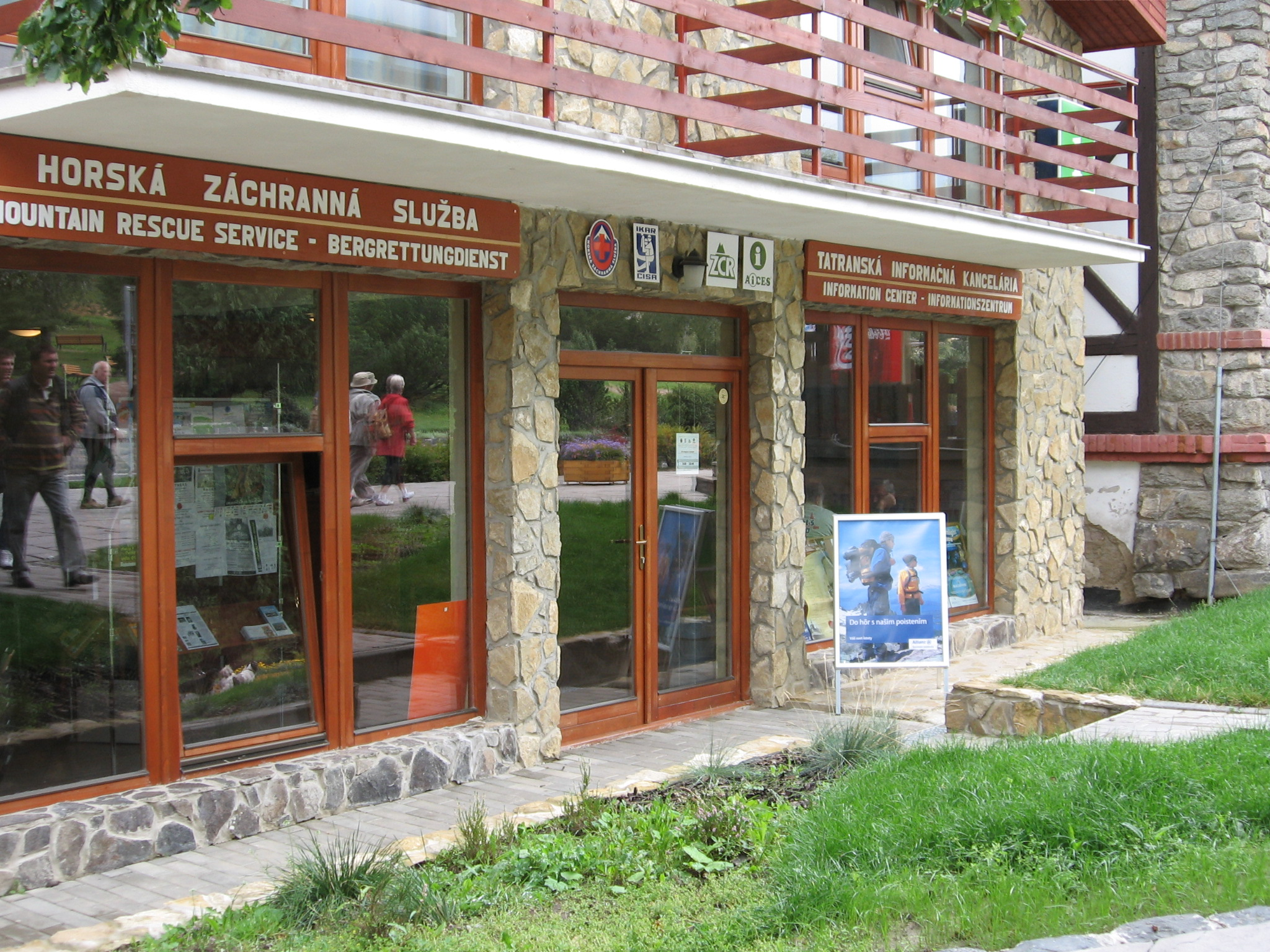
Пункт Татранской горной службы в поселении Старый Смоковец

С административной точки зрения Горноспасательная служба делится на:
- Дирекцию Горноспасательной службы в Верхнем Смоковце[3]
- областные пункты Горноспасательной службы
  - Пункт Высокие Татры в Старом Смоковце[3]
  - Пункт Низкие Татры - Ясна в Деменовской долине[3]
  - Пункт Низкие Татры-Тале в Быстрой[3]
  - Пункт Западные Татры-Жьярска в Смречанах[3]
  - Пункт Западные Татры-Зверовка в Зуберце[3]
  - Пункт Мала Фатра в Вратной долине (Терхова)[3]
  - Пункт Мала Фатра-Средние Бескиды в Долном Кубине
  - Пункт Большая Фатра в Мишутах (Доновалы)[3]
  - Пункт Словацкий рай на Чингове[3]
- прочие пункты Горноспасательной службы
  - оперативный центр экстренных вызовов
  - учебный центр в Быстрой[3]
  - Центр предупреждения оползней в Деменовской долине[3]
  - экономический отдел
  - производственный отдел

## Сотрудничество
Горноспасательная служба сотрудничает со следующими ведомственными партнерами: с Пожарной командой, Полицейским управлением, Эскадрильей МВД, Вооружёнными силами Словацкой Республики и другими государственными организациями. Партнёром Горноспасательной службы также является добровольная общественная организация Горная служба Словакии. Из 588 выездов 141 (т.е. 23,9%) было совершено совместно с добровольческими организациями. Горноспасательная служба Словакии сотрудничает с польской горноспасательной службой "Tatrzańskie Ochotnicze Pogotowie Ratunkowe/Татранская добровольная спасательная служба".

## Внешние ссылки
- Официальный сайт Горноспасательной службы